# Marie-Bernardine Techtermann
Marie-Bernardine Techtermann (* um den 20. Mai 1717 in Freiburg; † 1. März 1796 ebenda) war Äbtissin der Abtei Magerau (französisch: La Maigrauge) in Freiburg i. Üe.

## Werdegang
Marie-Bernardine Techtermann war die Tochter des Beat Ludwig Techtermann und der Maria Katharina, geborene Paris. Sie hatte zwei bekannte Brüder: Jean Louis Techtermann war Propst von St. Nikolaus und Jean Joseph Gaspard Nicolas Techtermann diente als Maréchal de camp in der päpstlichen Schweizer Garde. 
Sie legte 1738 die Profess ab und wurde 1767 zur Äbtissin der Abtei Magerau in Freiburg i. Üe gewählt. Als 1776 das Schwesterkloster La Fille-Dieu bei Romont im Kanton Freiburg infolge der schlechten wirtschaftlichen Lage aufgehoben werden sollte, verhinderte Techtermann die Zusammenlegung mit dem Kloster Magerau. 1786 führte sie den Fleischgenuss an vier Tagen pro Woche im Kloster wieder ein. 1790 unterstützte sie französische Geistliche und Ordensfrauen, die nach Freiburg geflüchtet waren.